# Ел Рито (Њу Мексико)
Ел Рито (енгл. El Rito) насељено је место без административног статуса у америчкој савезној држави Њу Мексико.

## Демографија
По попису из 2010. године број становника је 808.
| Група             | 2000.    | 2010.       |
| Белци             | 0 (0,0%) | 94 (11,6%)  |
| Афроамериканци    | 0 (0,0%) | 8 (1,0%)    |
| Азијати           | 0 (0,0%) | 0 (0,0%)    |
| Хиспаноамериканци | 0 (0,0%) | 684 (84,7%) |
| Укупно            | 0        | 808         |